# Robert Büchel-Thalmaier
Robert Büchel-Thalmaier (* 14. Juli 1963) ist ein ehemaliger liechtensteinischer Sportfunktionär.

## Biografie
Für das Liechtenstein Olympic Committee war er als Chef de Mission bei den Olympischen Winterspielen 2014 in Sotschi und den Europaspielen 2015 in Baku tätig. Des Weiteren war er als stellvertretender Geschäftsführer des Europäischen Olympischen Winter-Jugendfestivals 2015 in seinem Heimatland und Vorarlberg beteiligt. Im September 2015 veränderte er sich beruflich und hat nun eine eigene Praxis in Vaduz, wo er als Paarberater, Ehe- und Familientherapeut und Projektmoderator arbeitet.